# 黄羊河
黄羊河，位于中国甘肃省西部的一条内流河，上游称黄花滩河（峡门河），发源于天祝藏族自治县哈溪镇以西的冷龙岭北坡红崾岘，蜿蜒向东偏北流，于哈溪镇右纳哈溪河后始称“黄羊河”，之后进入武威市凉州区境内，继续向东北流经张义镇、黄羊河水库等地，于黄羊镇峡沟村西南出山口后转北流，进入河西走廊东部的武威盆地，为黄羊河灌区引灌农田，消失于盆地北缘。出山口以上河长79千米，集水面积828平方千米，年均径流量1.43亿立方米。